# Ceris Gilfillan
Ceris Gilfillan Styler née le 3 janvier 1980 à Glasgow, est une coureuse cycliste professionnelle écossaise.

## Palmarès sur route
- 1999
  - 3e du contre-la-montre des championnats d'Europe espoirs
  - 3e des championnats de Grande-Bretagne sur route
- 2000
  -  Championne de Grande-Bretagne sur route
  -  Championne de Grande-Bretagne de contre-la-montre
  - GP Feminin du Quebec
  - 2e du contre-la-montre des championnats d'Europe
  - 3e de Novilon Euregio Cup
  - 3e de Cheshire Classic Road Race
  - 3e de Killington Stage Race
  - 5e du contre-la-montre des championnats du monde
  - 27e de la course en ligne des Jeux olympiques d'été de 2000
- 2001
  - 2e des championnats de Grande-Bretagne sur route